# Blang Rapai
Blang Rapai is een bestuurslaag in het regentschap Pidie van de provincie Atjeh, Indonesië. Blang Rapai telt 263 inwoners (volkstelling 2010).